# Глифада

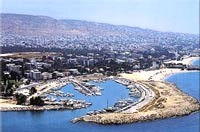
Вид на Глифаду с моря

Глифа́да (греч. Γλυφάδα «солёный источник») — город в Греции, южный пригород Афин. Расположен на Афинской равнине на берегу залива Сароникоса на высоте 5 метров над уровнем моря в 12 километрах к юго-востоку от центра Афины, площади Омониас, и в 17 километрах к юго-западу от международного аэропорта «Элефтериос Венизелос» у подножия Имитоса. Административный центр одноимённой общины (Δήμος Γλυφάδας) в периферийной единице Южные Афины в периферии Аттика. Население — 87 305 жителей по переписи 2011 года. Площадь — 25,366 квадратного километра. Плотность — 3441,81 человека на квадратный километр. Димархом на местных выборах 2014 года избран Йоргос Папаниколау (Γιώργος Παπανικολάου).
В Глифаде находится кафедра Глифадской митрополии Элладской православной церкви. Кафедральный собор — храм святых равноапостольных царей Константина и Елены.

## География
Город Глифада входит в Большие Афины и является одним из самых элегантных и изысканных пригородов греческой столицы. Расположен южнее Афин, восточнее Элиникона, в непосредственной близости к старому, ныне закрытому афинскому аэропорту «Элиникону». Западная часть города выходит к заливу Сароникосу, на востоке он достигает южных склонов горного хребта Имитоса, на юге от него находятся города Вари и Вула, на севере — Арьируполис. Город разделён на два района: Ано-Глифаду и Като-Глифаду. В Ано-Глифаду входят Дикигорика (Δικηγορικά), Пирнари (Πυρνάρι), Терпсифея (Τερψιθέα), Эвриали (Ευρυάλη), Эгла (Αίγλη) и Эксона. В Като-Глифаду входит центр Глифады и Айос-Николаос.

## История
В Древних Афинах на этом месте находился дем Эксона (Αιξωνή). Эксона был известен эксонской султанкой (барабулей). Также здесь было сильно развито сельское хозяйство, это был один из экономически развитых демов. По административной реформе Клисфена дем Эксона относился к Кекроповой филе. По Страбону дем Эксона находился между демами Галимунтом (ныне Алимос) и Галами Эксонидскими (ныне Вула).
Дем граничил с Имитосом и Сароникосом, соответственно на востоке и на западе. Северная граница начиналась в месте «Гиризмос» («Γυρισμός», Пирнари) у отрога Имитоса и заканчивалась в Элиниконе у залива. По Страбону напротив дема Эксона находилась Гидрусса (Υδρούσσα). Южная граница с Галами Эксонидскими проходила по одному из отрогов Имитоса.
Эксона была заселена в период неолита (6000—2800 до н. э.). В раннеэлладский период (2800—2000 до н. э.) к югу от мыса Пунта (Πούντα) находился некрополь. Предполагается, что здесь существовало поселение и некрополь доэлладского периода.
Существовало микенское поселение, некрополь которого, относящийся к позднеэлладскому периоду II и III, обнаружен в Алики (Αλυκή) к востоку от мыса Пунта. Эксона считается двенадцатым городом из объединённых Тесеем, имя которого не даёт Страбон при передаче перечня Филохора.
Вазы геометрического стиля (IX—VIII века до н. э.), обнаруженные в Алики, доказывают, что Эксона была непрерывно обитаема после окончания бронзового века. В архаический период (VII—VI века до н. э.) Эксона была сельской общиной. В конце VI века до н. э. из-за аграрной политики Писистрата в Эксоне развивается сельское хозяйство. Центром Эксоны в классический период становится область Пирнари, где обнаружены руины строений этого периода. Через центр Эксоны проходила древняя дорога в Сунион. Вдоль дороги находился замечательный некрополь классического периода с внушительными памятниками. Эксона находилась в этот период во внутренней области дема, а в бухте Пунта находилась гавань Эксоны.
В римский и византийский периоды Эксона переместилась в Пунту, о чем свидетельствуют руины строений периода зарождения христианства. Эксона оставалась сельскохозяйственным районом до конца XX века. В период османского владычества территория нынешней Глифады была разделена на два района — от Хасани (Χασάνι, ныне Элиникон) до Вулы, и от дороги Афины — Вари до моря.
Эксона была переименована в Глифаду в начале XX века. Имя получила от греч. γλύφάδα «солёный источник» из-за нескольких существовавших колодцев с пресной водой. В 1929 году область, принадлежавшая до этого сообществу Брахами (ныне Айос-Димитриос), была выделена в самостоятельное сообщество. В 1943 году при административной реформе Глифада и Элиникон были упразднены и при их слиянии создана община (дим) Эвриала. Два года спустя Эвриала была переименована в Глифаду.
Первые дома были построены в 1920 году и официально создан город. Пляж привлекает туристов. Развивается современный город-курорт. В 1926 году (ΦΕΚ 424Α) создано сообщество Глифада, в 1943 году (ΦΕΚ 174Α) — община Эвриали, в 1945 году (ΦΕΚ 180Α) община переименована в Глифаду.
Во время Второй мировой войны курорт приходит в упадок. Развивается животноводство, сады Глифады становятся пастбищами. Глифада пострадала от бомбардировки. Район Воспору (Βοσπόρου) был разрушен, потому что находился рядом с небольшим аэродромом, который позднее действовал как военный. В районе Воспору жили около 100 семей беженцев, которые работали кустарями, торговцами, рабочими в аэропорту «Элиниконе», который расширялся, и были выселены в 1967 году при расширении аэропорта.
Район Ано-Глифады, территория Терпсифеи, начал расти после 1960-х годов. Здесь находились овчарни и пастбища для овец.

## Значение
Глифада является не только крупнейшим из пригородов на юг от Афин, но и районом проживания наиболее богатой и известной части афинян — звёзд местной эстрады, литературы и спорта. Этот город длительное время был местожительством миллиардера Аристотеля Онассиса и членов его семьи. В городе находится значительное количество изысканных клубов, ресторанов; он застроен дорогими виллами и знаменит своими пляжами. Находящийся здесь яхт-порт обладает 4 причалами длиной от 130 до 300 метров каждый. Наиболее элегантные и модные магазины расположены в Глифаде на проспекте Посидонос и улице Пандорас (Πανδώρας), а также на улицах Кипру (Κύπρου), Григориу-Ламбраки (Γρηγορίου Λαμπράκη) и Димарху-Ангелу-Метакса (Δημάρχου Άγγελου Μεταξά).
Так как находившийся ранее близ Глифады аэропорт активно использовался американскими ВВС, в городе сложился определённый американо-греческий климат, что ощущается как в общественной жизни Глифады, так и в меню кафе и ресторанов, традициях местных клубов и прочем. Виллы и роскошные резиденции в Глифаде относятся к числу самых дорогих в Европе. Вся эта местная приморская инфраструктура с роскошными и дорогими магазинами и бутиками, виллами и изысканными ресторанами, яхт-клубами, гольф-клубами и ночными клубами получила название «Афинской Ривьеры».
На морском побережье в Глифаде расположена также станция по спасению и лечению морских черепах.

## Транспорт
Проспект Вулиагменис делит Глифаду на Ано-Глифаду и Като-Глифаду.

## Население
| Год  | Население, человек |
| ---- | ------------------ |
| 1991 | 63 733             |
| 2001 | 83 665             |
| 2011 | ↗ 87 305           |

## Города-побратимы
- Ниш, Сербия
- Гзира, Мальта
- Видное, Россия